# Alexander Kipnis
Alexander Kipnis, född den 13 februari 1891 i Zjytomyr, Ryssland, död den 14 maj 1978 i Westport, Connecticut, var en rysk operasångare verksam i USA.

## Biografi
Kipnis föddes i en fattig familj i ett judiskt getto och blev faderlös vid 12 års ålder. Han hjälpte då till med familjens försörjning genom att arbeta som snickarlärling och genom att sjunga sopran i de lokala synagogerna i Bessarabien (nuvarande Moldavien). Som tonåring deltog han i en judisk teatergrupptills han kom invid Konservatoriet i Warszawa vid 19 års ålder.
När första världskriget bröt ut internerades Kipnis som utlänning i ett fångläger. Hans sång upptäcktes där av en armékapten som såg till att han frigavs och blev anställd vid Operan i Hamburg. Han gjorde där 1915 sin debut och efter att ha uppnått stor scenvana flyttade han 1917 till Operan i Wiesbaden, där han verkade till 1922 då han flyttade till Deutsche Oper Berlin.
År 1923 besökte han USA med en operaturné och under de följande åren fram till 1932 fanns han med på rollistan vid Chicago Civic Opera. Han bröt 1935 sitt kontrakt med Berlinoperan och flydde undan nazisterna. Under tre säsonger 1936–38 framträdde han som gästartist med Wiener Staatsoper innan han lämnade Europa och bosatte sig permanent i USA.
När Kipnis slutligen tecknade kontrakt med Metropolitan i New York, hade han uppträtt i de flesta av världens stora operahus. Han betraktades under mellankrigsåren som en av världens främsta bassångare och uppskattdes för sin mjuka och fylliga röst. Under 1940-talet började dock rösten att försämras och han lämnade Metropolitan 1946, och 1951 gjorde han sitt sista framträdande. Sedan debuten 1915 hade han då sjungit minst 108 olika roller, ofta på mer än ett språk, och hade gjort mer 1 600 framträdande.

## Inspelningar
Bland CD-skivor med hans inspelade arbeten kan nämnas:
- Det bästa av Alexander Kipnis – arior och sånger av Wagner, Mozart, Verdi, Gounod, Brahms, Meyerbeer, Wolf och Halevy i inspelningar som valts ut av hans son, Igor Kipnis, och utgivits av Pearl (Pavilion Records Ltd), GEMM CD 9451.
- Alexander Kipnis, Mussorgsky, Boris Godunov innehåller utdrag från Boris inspelade 1945 av RCA och ett urval av ryska arior och sånger. Album 60522-2-RG
- Österrikes Preiser Records har givit ut flera välfyllda cd skäl ägnas åt Kipnis.
- Tyska TIM AG, Trollflöjten, 2 CD-skivor. Kipnis som Sarastro, Wien Phiharmonic (utförd av Toscanini) 1937, Best.nr. 205.179 EAN 4011222051790